# Онлайн (скетчком)
«Онлайн» — український комедійний скетчком. Прем'єра серіалу відбулась 23 вересня 2013 року на телеканалі «НЛО TV». Другий сезон стартував 6 березня 2014 року. Прем'єра третього сезону відбулась 10 жовтня 2014 року. Четвертий сезон вийшов в етер 14 вересня 2015 року. Останній п'ятий сезон виходив з 16 травня  по 15 червня 2016 року.

## Сюжет
Скетчком розповідає про кумедні історії із життя стереотипної блондинки Олени та її чоловіка-заробітчанина Віті.

## Актори

### У головних ролях
- Альона Алимова — Олена
- Дмитро Нікулін — Віктор

### Запрошені актори
- Вікторія Булітко (1―4 сезони)
- Яна Глущенко (1―4 сезони)
- Георгій Жуков
- Олександр Ярема
- Ганна Самініна
- Олександр Попов
- Євген Сморигін (2—4 сезони)
- Ганна Кузіна (2―5 сезони)